# 3-я Украинская советская дивизия
3-я Украинская советская дивизия (укр. 3-тя українська радянська дивізія) — воинское соединение Украинской советской армии в период Гражданской войны в России.

## История

### 1-е формирование
1918 год

### 2-е формирование
1919 год
7 апреля в составе Украинского фронта образована Группа войск одесского направления путём выделения войск из Группы войск харьковского направления. В состав группы вошла и 1-я Заднепровская бригада (встречается в литературе 2-й номер бригады) 1-й Заднепровской Украинской советской дивизии под командованием Н. А. Григорьева.
Основные силы 1-й Заднепровской Украинской советской дивизии, управление, дивизионные части и 1-я Заднепровская бригада, с 10 апреля находились городе Симферополь.
15 апреля приказом по войскам Украинского фронта созданы 2-я и 3-я Украинские советские армии (на основе решения Реввоенсовета Украинского фронта от 24 марта 1919).
2-я Украинская советская армия Красной Армии создана из частей Группы войск харьковского направления (управление и 1-я Заднепровская бригада 1-й Заднепровской Украинской советской дивизии, 2-я отдельная бригада, 3-я Заднепровская бригада 1-й Заднепровской Украинской советской дивизии, Крымская бригада), которые были сведены в 2 штатные дивизии.
- 3-я Украинская советская дивизия (бывшие Управление дивизии, 1-я Заднепровская бригада 1-я Заднепровская Украинская советская дивизия и другие части).
- 7-я Украинская советская дивизия (бывшая 3-я Заднепровская бригада 1-й Заднепровской Украинской советской дивизии и другие части).

Начинается формирование новых дивизий. 15 апреля командир 3-й Заднепровской бригады Н. Махно назначен командиром 7-й Украинской стрелковой дивизии, Я. З. Покус назначен начальником штаба 7-й Украинской стрелковой дивизии.
После небольшой передышки 3-я Украинская советская дивизия (бывшая 1-я Заднепровская дивизия) снова устремилась вперёд – теперь к Севастополю.
17 апреля дивизия подошла к Малахову кургану. В тылу белых войск наступление дивизии поддержали местные партизанские отряды.
18 апреля 3-я Украинская советская дивизия вступила в Севастополь.
18 апреля председатель Совета Народных Комиссаров В. И. Ленин РСФСР прислал телеграмму председателю Совнаркома Украины X. Г. Раковскому в Киев с предупреждением о планах Дыбенко по занятию Крыма, так как белые войска могут отрезать его дивизию.,
25 апреля приказом по войскам Украинского фронта № 50 начальником 6-й Украинской советской дивизии назначен Н. А. Григорьев.
С 27 апреля 2-я Украинская советская армия Украинского фронта передана в оперативное подчинение Южного фронта.
В конце апреля 3-й Украинской советской дивизии придан Автоброневой дивизион особого назначения при Совете Народных Комиссаров УССР, командир дивизиона А. И. Селявкин.,,
3-я Крымская областная партийная конференция РКП(б), проходившая 28—29 апреля в Симферополе, приняла постановление об образовании Крымской Советской Социалистической Республики. Республика вошла в состав РСФСР. Республиканский центр — в Симферополе.,
5 мая 1919 по решению Временного рабоче-крестьянского правительства Крымской советской социалистической республики сформирована Крымскую советскую армию, вошедшую в состав Украинского фронта. Личный состав дивизии вошёл в состав армии.,,

## Командование
- П. Е. Дыбенко (15.04-05.05.1919)
- С. И. Петриковский (С.И. Петренко) (15.04-05.05.1919)